# Nicolas Ève
Nicolas Ève, död före 1592, var en fransk bokbindare och bokförläggare.
Ève var verksam från 1548 och arbetade för Henrik III och Henrik IV. Han anses ha varit den förste, som i bokbandets dekor införde ett nytt sätt att ornera pärmarna. De dekorerades med små stämplar föreställande initialer, monogram, symboler, vapenbilder och liknande, ställda i rader över varandra. Innanför en tunn ram placerades i mitten sedan ofta ägarens vapen.
Stilen kom senare att fortsättas av andra, bland annat Clovis Ève (död omkring 1635), son eller brorson till Nicolas Ève och Henrik IV:s hovbokbindare.